# خورخه ماسو
خورخه ماسو (اسپانیایی: Jorge Massó‎؛ زادهٔ ۱۶ فوریهٔ ۱۹۵۰) بازیکن فوتبال اهل کوبا بود.
وی همچنین در تیم ملی فوتبال کوبا بازی کرده‌است.